# Loka, Tržič
Loka este o localitate din comuna Tržič, Slovenia, cu o populație de 369 de locuitori.